# ملاح (العرش)

تعديل مصدري - تعديل

حارة ملاح هي إحدى حارات مدينة ملاح أحد مدن محافظة البيضاء، بلغ تعداد سكانها 411 نسمة حسب تعداد اليمن لعام 2004.